# Nollendorfplatz
Nollendorfplatz (i folkemunde blot Nolle eller Nolli) er en plads i området Schöneberg i Berlin. Nollendorfplatz har sit navn efter Slaget ved Kulm og Nollendorf, der fandt sted i 1813 i det bøhmiske Erzgebirge i det nuværende Tjekkiet. Pladsen er kendt som et centrum for Berlins homoseksuelle miljø.
På pladsen findes den U-Bahn-station i byen, der har flest linjer; både linjerne U1, U2, U3 og U4 standser her. Stationen blev anlagt i 1902 som en højbanestation.
Gennem gaden Maaßenstraße er pladsen forbundet med Winterfeldtplatz 200 meter længere mod syd

## Trivia
- Dirigenten Wilhelm Furtwängler blev født i Maaßenstraße 1, der ligger lige ud til Nollendorfplatz.

## Eksterne links
- Nollendorfplatz

52°29′57″N 13°21′14″Ø / 52.49917°N 13.35389°Ø